# خطة هيوستن
كانت خطة هيوستن تقرير مكون من 43 صفحة ومخطط للعمليات الأمنية المقترحة التي وضعها مساعد البيت الأبيض توم تشارلز هيوستن في عام 1970.  وقد تم تسليط الضوء على هذه القضية خلال جلسات استماع ووترجيت عام 1973 التي ترأسها السيناتور سام إيرفين (الحزب الديمقراطي من ولاية كارولينا الشمالية). وبحسب السيناتور الأمريكي تشارلز ماثياس (جمهوري عن ولاية ماريلاند)، ألغى الرئيس الأمريكي ريتشارد نيكسون الخطة في 28 يوليو/تموز 1970، بعد أن وافق عليها في 23 يوليو/تموز. وعلق ماثياس قائلاً: "يعتقد العديد من المحامين الدستوريين أنه لمدة خمسة أيام في عام 1970 تم تعليق الضمانات الأساسية لإعلان الحقوق بموجب التفويض الصادر عن "خطة هيوستن" السرية"، وأنه خلال الأيام الخمسة التي تمت الموافقة على الخطة، "حل الحكم الاستبدادي محل الدستور". وعلى وجه التحديد، كان التفويض يهدف إلى تعليق الحماية التي يوفرها التعديل الرابع لدستور الولايات المتحدة ضد عمليات التفتيش والمصادرة غير المعقولة.
وكان الدافع وراء هذا التقرير هو رغبة الرئيس ريتشارد نيكسون في تنسيق الاستخبارات المحلية بشأن ما يسمى "الراديكاليين اليساريين" وحركة مناهضة الحرب غي عصر الثقافة المضادة بشكل عام. تم تعيين هيوستن كحلقة وصل بين البيت الأبيض ولجنة الوكالات الاستخباراتية المشتركة، وهي المجموعة التي يرأسها إدغار هوفر، مدير مكتب التحقيقات الفيدرالي آنذاك. وقد تعاون هيوستن بشكل وثيق مع ويليام سي سوليفان، مساعد هوفر، في صياغة الخيارات المدرجة في ما أصبح في النهاية الوثيقة المعروفة باسم خطة هيوستن.
وتضمنت الخطة تنفيذ عمليات سطو على المنازل، ومراقبة إلكترونية غير قانونية، وفتح بريد "المتطرفين" المحليين. وفي وقت ما، دعت أيضاً إلى إقامة معسكرات في الدول الغربية لاحتجاز المتظاهرين المناهضين للحرب.
في 23 يوليو 1970، صادق نيكسون على المقترحات، وتم تقديمها كوثيقة إلى مديري مكتب التحقيقات الفيدرالي ووكالة الاستخبارات المركزية ووكالة استخبارات الدفاع ووكالة الأمن القومي.
كان هوفر هو الوحيد الذي اعترض على الخطة وحصل على دعم المدعي العام للولايات المتحدة آنذاك جون ميتشل للضغط على نيكسون لإلغاء الخطة.  وعلى الرغم من القرار النهائي الذي اتخذه الرئيس بإلغاء خطة هيوستن، فقد تم تنفيذ العديد من أحكامها.
بعد خطة هيوستن، خفض مكتب التحقيقات الفيدرالي سن المخبرين في الحرم الجامعي، وبالتالي توسع نطاق المراقبة على طلاب الكليات الأمريكية كما هو مستهدف من خلال الخطة. في عام 1971، أعاد مكتب التحقيقات الفيدرالي استخدام أغلفة البريد واستمر في إرسال الأسماء إلى برنامج البريد التابع لوكالة المخابرات المركزية.
ومع الكشف عن تفاصيل خطة هيوستن خلال جلسات استماع ووترجيت، بدأ يُنظر إليها باعتبارها جزءاً مما أشار إليه المدعي العام ميتشل بـ " أهوال البيت الأبيض ". وشمل ذلك وحدة السباكين والقصف المقترح لمؤسسة بروكينجز والسطو على مكتب الطبيب النفسي لدانيال إلسبيرج في عام 1971، وإنشاء قائمة أعداء البيت الأبيض، واستخدام مصلحة الضرائب الداخلية لمعاقبة أولئك الذين يعتبرون أعداء.
كما قامت لجنة الاستخبارات في مجلس الشيوخ الأمريكي، برئاسة السيناتور فرانك تشرش في عام 1976، بالتحقيق في خطة هيوستن، فيما يتصل بأنشطة وكالة المخابرات المركزية وإساءة استخدام جمع المعلومات الاستخباراتية المحلية.

## روابط خارجية
- خطة هيوستن: جلسات استماع أمام اللجنة المختارة لدراسة العمليات الحكومية فيما يتعلق بأنشطة الاستخبارات ، لجنة الكنيسة، مجلس الشيوخ الأمريكي، 23-25 سبتمبر/أيلول 1975.
- التقارير التكميلية المفصلة للموظفين حول أنشطة الاستخبارات وحقوق الأميركيين ، التي نشرتها لجنة الاستخبارات في مجلس الشيوخ
- مقابلة مع كريس بايل، المبلغ عن مخالفات الجيش ، وسائل الإعلام العامة الأمريكية